# Mariusz Kulicki
Mariusz Jan Kulicki (ur. 3 marca 1931 w Warszawie, zm. 28 grudnia 2021) – polski prawnik, specjalizujący się w kryminalistyce.

## Życiorys
W czasie II wojny światowej przebywał w obozie pracy w Niemczech. W latach 1949–1950 pracował w Centrali Handlowej Przemysłu Elektrycznego w Katowicach. W 1950 roku ukończył Liceum Ogólnokształcące w Gliwicach, a w 1952 roku Oficerską Szkołę Prawniczą.
W latach 1952–1970 pracował w Sądzie Garnizonowym w Szczecinie. W 1958 roku ukończył studia prawnicze na Uniwersytecie Warszawskim, a w 1968 uzyskał stopień doktora. Tematem jego rozprawy doktorskiej były Kryminalistyczne problemy użycia broni palnej, a promotorem Paweł Horoszowski.
W 1969 roku został zatrudniony jako starszy wykładowca na Uniwersytecie Mikołaja Kopernika w Toruniu, gdzie organizował Zakład Kryminalistyki (w 1991 przekształcony w Katedrę), którym kierował do roku 2001. W 1983 roku uzyskał, na podstawie rozprawy Nieostrożne obchodzenie się z bronią palną, stopień doktora habilitowanego na Uniwersytecie Łódzkim. W 1990 roku objął stanowisko profesora nadzwyczajnego UMK. Tytuł profesora nauk prawnych otrzymał w 2002 roku.
W latach 1992–2004 pracował jako profesor w Wyższej Szkole Policji w Szczytnie.
Honorowy prezes i członek zarządu Polskiego Towarzystwa Kryminalistycznego. Autor ponad 60 prac z zakresu kryminalistyki, w tym podręcznika akademickiego Kryminalistyka.

## Publikacje
- Kryminalistyczne problemy użycia broni palnej: na przykładzie badań kbk AK kal. 7,62 mm (1972)
- Kryminalistyka: zarys wykładu. Cz. 1 (1972)
- Nieostrożne obchodzenie się z bronią palną: studium z zakresu kryminalistyki (1982)
- Kryminalistyka: zagadnienia wybrane (1988, ISBN 83-231-0132-9)
- Wybrane zagadnienia techniki kryminalistycznej (1991, ISBN 83-231-0254-6)
- Kryminalistyka: wybrane zagadnienia teorii i praktyki śledczo-sądowej (1994, ISBN 83-231-0538-3)
- Wariografia kryminalistyczna (1998, redakcja pracy zbiorowej, ISBN 83-85703-64-0)
- Dowodowa problematyka współczesnej broni strzeleckiej (2001, ISBN 83-87425-46-X)
- Kryminalistyczno-prawna problematyka broni strzeleckiej: komentarz do przepisów o broni i amunicji (2003, współautor, ISBN 83-7333-310-X)